# ボンド企画
株式会社ボンド企画（ボンドきかく）は、1992年まで東京都港区麻布十番に所在していた芸能プロダクション。 社長は高杉敬二。

## 歴史
1967年、ファッションモデルのマネジャーをしていた高杉敬二が日本テレビの深夜番組『11PM』のカバーガールを手掛けたことで設立した。
女性アイドルのプロデュースを中心とした芸能事務所で、芸能セクションとモデルセクションが存在した。系列事務所には、「株式会社ボンド音楽出版」、「ボンド・ファミリー・クラブ」の他、杏里と角松敏生のシティ・ポップ系アーティストが所属した「有限会社 マーマレード」（代表取締役社長：梶岡勝）も存在した。
松崎しげるや岡田奈々、大場久美子、杏里、松本伊代、本田美奈子らを輩出し、少女隊による総額40億円というプロモーションなども話題になったが、増大した広告費に対する費用対効果が得られず、1992年に倒産した。
その後、高杉は新事務所「BMI」を1996年設立。 その際、かつてボンド企画に所属していたタレントの中から、本田美奈子だけを再び引き抜いている。
また、ボンド企画とマーマレード両社の音楽関連の著作権は、系列会社の「有限会社 マーマレード音楽出版」（代表取締役社長：梶岡勝）が引き継いで管理していたが、こちらも1990年代後半に倒産している。

## 会社概要
- 社名：株式会社ボンド企画
- 元代表取締役社長：高杉敬二

## 所在地変遷

### ボンド企画
- 東京都中央区銀座6-4-8 曽根ビル4F　→　東京都港区麻布十番3-10-12 シティ麻布301号

### ボンド音楽出版 （系列会社）
- 東京都渋谷区千駄ヶ谷4-26-15 秀和代々木駅前ビル

### ボンド・ファミリー・クラブ （系列会社）
- 東京都中央区勝どき2-9-16 勝どきハイデンス202号

### マーマレード、及び、マーマレード音楽出版 （系列会社）
- 東京都渋谷区宇田川町36-2 ノア渋谷1101号　→　東京都渋谷区宇田川町33-12 J&Rビル7F

### BMI （後継会社）
- 東京都渋谷区広尾1-3-17 オーツビル3F

## 所属していたタレント
※ 各五十音順

### 男性
- 青木智仁 （マーマレード音楽出版所属）
- 角松敏生 （マーマレード所属）
- THE ZIP GUNS （マーマレード所属）
- 空と海と風と・・・ （マーマレード音楽出版所属）
- 友成好宏 （マーマレード音楽出版所属）
- 松崎しげる
- 水谷大輔

### 女性
- 彩裕季 （マーマレード音楽出版所属）
- 杏里 （ボンド企画  →  マーマレード所属）
- 大場久美子
- 大前サリィ （マーマレード所属）
- 岡田奈々
- 加藤いづみ （マーマレード音楽出版所属）
- 加藤幸子
- 麻生真美子&キャプテン
- 相楽晴子
- 佐久間レイ
- 沢田聖子
- 少女隊
- 高岡早紀
- 高部知子
- 新田恵利（おニャン子クラブ）
- ビーバー
- 福永恵規（おニャン子クラブ）
- 本田美奈子
- 松本伊代